# Pat Doyle
Patrick J Doyle (Dublin, 10 maart 1889 – Mount Vernon, 29 maart 1971) was een golfprofessional uit Ierland die tijdens het begin van de twintigste eeuw actief was. Zijn bijnaam was "the Smilin' Irishman".  

## Ierland
Doyle, een verre neef van Eamonn Darcy, gaf vier jaar les in Ierland. Eerst op de Delgany Golf Club en later op de Finglas Golf Club, voordat hij in 1912, net getrouwd, naar de Verenigde Staten emigreerde. Pat en Catherine Doyle danken hun leven aan een vertraagde trein. Als de trein op tijd was geweest, waren ze aan boord geweest van de in Belfast gebouwde Titanic, die tijdens haar eerste reis verging. 

## Amerika
Zijn eerste baan was op de  Myopia Hunt Club in Massachusetts, waar in 1898, 1901, 1905 en 1908 het US Open werd gespeeld. 
In 1913 kwalificeerde hij zich voor het US Open, en eindigde op de 10de plaats. In 1915 kwalificeerde hij zich opnieuw, maar toen haalde hij het weekend niet.
In 1914 werd Doyle genaturaliseerd.
In 1916 verloor hij het Massachusetts State Open aan Mike 'King' Brady. Tijdens de oorlog speelde hij enkele demonstratiewedstrijden namens de South Shore Field Club om geld in te zamelen voor het Rode Kruis en het United War Work Fund. Na de oorlog werkte hij op de Deal Country Club.
Tijdens het US Open van 1919 op de Ridgemoor Club in Chicago verlaagde hij het baanrecord naar 73 (+1).

### Gewonnen
(onvolledig)
1918
- Philadelphia Open (tie met Arthur Reid)
- Jacksonville Open